# Beaulandais
Beaulandais település Franciaországban, Orne megyében. Lakosainak száma 165 fő (2018. január 1.). Beaulandais La Baroche-sous-Lucé, Geneslay, Juvigny Val d'Andaine, Saint-Denis-de-Villenette és Sept-Forges községekkel határos.

## Népesség
A település népességének változása:
| Lakosok száma | 252  | 244  | 191  | 176  | 154  | 152  | 165  | 166  | 166  | 165  |
|               | 1962 | 1968 | 1975 | 1982 | 1990 | 2008 | 2013 | 2015 | 2017 | 2018 |